# Limnocnida tanganyicae
Limnocnida tanganyicae är en nässeldjursart som beskrevs av Günther 1893. Limnocnida tanganyicae ingår i släktet Limnocnida och familjen Olindiasidae. Inga underarter finns listade i Catalogue of Life.